# Єлизавета Франциска Австрійська
Єлизавета Франциска Марія Австрійська (нім. Elisabeth Franziska Maria von Österreich; 17 січня 1831 — 14 лютого 1903) — ерцгерцогиня Австрійська з династії Габсбургів, принцеса Угорщини та Богемії, донька палатина Угорщини Йозефа Антона Австрійського та вюртемберзької принцеси Марії Доротеї, дружина ерцгерцога Австрії Фердинанда Карла, а після його смерті — ерцгерцога Карла Фердинанда Габсбурга.

## Біографія
Єлизавета Франциска народилась 17 січня 1831 року в Офені. Вона була третьою дитиною та другою донькою в родині палатина Угорщини Йозефа Антона Австрійського та його третьої дружини Марії Доротеї Вюртемберзької. Дівчинка мала старшого брата Александра, сестра Франциска померла немовлям ще до її народження. Згодом в сім'ї з'явився ще один син Йозеф Карл та донька Марія Генрієтта. Від першого шлюбу батька дівчинка мала єдинокровного брата Стефана Франца та сестру Герміну, яка невдовзі стала принцесою-настоятелькою Терезіанського інституту шляхтянок у Празі. Мешкала родина у замку Буди, літньою резиденцією був палац Альчуті.
Батько помер перед 16-річчям Єлизавети Франциски. Матір, яка сповідувала лютеранство, австрійський двір попросив залишити замок, після чого Марія Доротея була змушена переїхати в Аугартен у Відні.
За кілька місяців після цього Єлизавета одружилася із 26-річним ерцгерцогом Австрійським та принцом Модени Фердинандом Карлом, який походив з дому Габсбургів-Есте. Наречену описували як разюче красиву дівчину. Весілля відбулося в Шенбрунні у Відні 4 жовтня 1847. У подружжя народилася єдина донька.
За чотири місяці після її народження Фердинанд Карл помер від черевного тифу в Брно, після того, як проінспектував місцеві шпиталі.
Під впливом матері імператора Австрії, Софії Баварської, Єлизавета взяла другий шлюб, оскільки молодий Франц Йосиф I почав виявляти жваву зацікавленість до молодої удовиці, яка зберегла шарм та чарівність. Софія ж не бажала бачити невісткою принцесу з угорської гілки династії.
За рік перед цим її молодша сестра Марія Генрієтта одружилася з кронпринцом Бельгії Леопольдом.

Ерцгерцогиня побралася із своїм кузеном, ерцгерцогом Карлом Фердинандом Тешенським. Наречений був воякою австрійської армії та доводився молодшим братом герцогу Тешенському. Весілля відбулося у Відні 18 квітня 1854 року. Шлюб виявився щасливим. Подружжя мало віденські апартаменти та часто жило у володіннях старшого брата Карла Фердинанда в Гросс-Зеєловиці в Моравії.

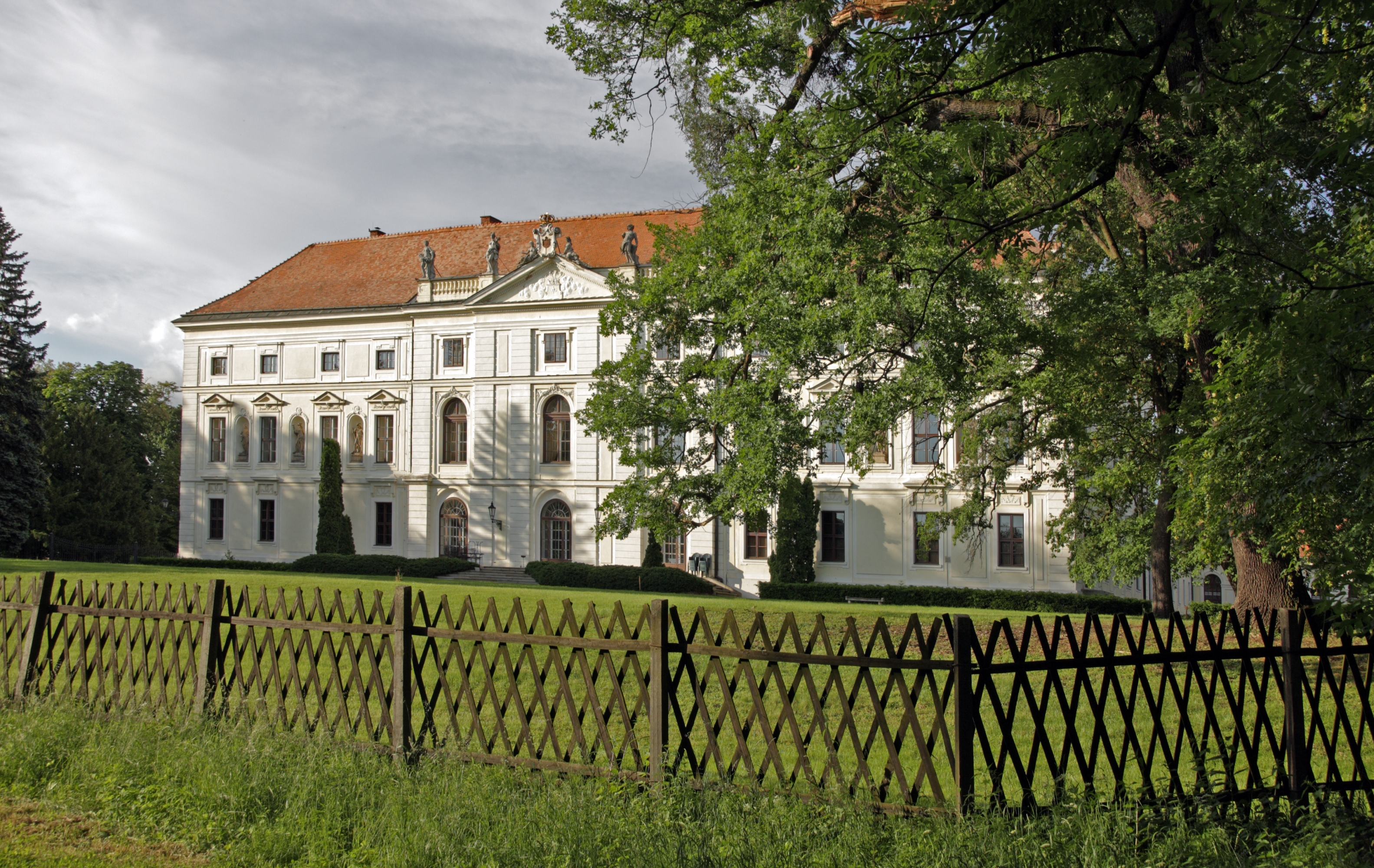
Замок в Гросс-Зеєловиці

У пари народилося шестеро дітей. Ерцгерцогиня цікавився музикою та займалася підтримкою різних соціальних закладів.
Під час Австро-прусської війни 1866 року вона регулярно відвідувала військові шпиталі та надавала допомогу пораненим солдатам.
Дійшовши зрілого віку, Єлизавета Франциска як і раніше була привабливою жінкою. За переказами, король Альфонс XII, роблячи пропозицію Марії Крістіні, помітив своєму родичу: «Мені дуже подобається матір, але я маю одружитися з донькою».
Чоловіка не стало восени 1874 року. Синів після цього всиновив герцог Тешенський, який мав тільки одну доньку та не мав спадкоємців. Після його смерті у 1895 році старший, Фрідріх, успадкував його титул та величезні земельні володіння, ставши одним з найбагатших людей в імперії.
Єлизавета Франциска пережила чоловіка майже тридцять років і пішла з життя 14 лютого 1903-го в палаці сина Фрідріха у Відні. Причиною смерті стала затяжна пневмонія. Тіло ерцгерцогині забальзамували та 18 лютого доправили до каплиці у Вайльбургу. До закінчення будівництва сімейної гробниці воно перебувало в імператорському склепі Капуцинеркірхе. Після завершення облаштування мавзолею, місцем поховання Єлизавети Франциски, згідно її бажання, став міський цвинтар Геленефрідхоф у Бадені. Перепоховання відбулося 15 травня 1903 року.

## Родина
Чоловік — Фердинанд Карл Австрійський
Діти:
Марія Тереза (1849—1919) — дружина короля Баварії Людвіга III, мала тринадцятеро дітей.
Чоловік — Карл Фердинанд Австрійський
Діти:
- Франц Йозеф (5—13 березня 1855) — прожив лише тиждень;
- Фрідріх (1856—1936) — генерал-фельдмаршал німецької армії, був одруженим з Ізабеллою фон Круа, мав дев'ятеро дітей;
- Марія Крістіна (1858—1929) — дружина короля Іспанії Альфонса XII, мала трьох дітей;
- Карл Стефан (1860—1933) — був одруженим з ерцгерцогинею Марією Терезією Австрійською, мав шестеро дітей;
- Ойген (1863—1954) — великий магістр Тевтонського ордену у 1894—1923 роках, одруженим не був, дітей не мав;
- Марія Елеонора (19 листопада—9 грудня 1864) — прожила лише 3 тижні.

## Нагороди
- Орден королеви Марії Луїзи № 806 (Іспанія).